# Thailandia ai Giochi della XVII Olimpiade
La Thailandia partecipò ai XVII Olimpiadi, svoltesi a Roma dal 25 agosto all'11 settembre 1960, con una delegazione di 20 atleti impegnati in quattro discipline per un totale di 16 competizioni.
Fu la terza partecipazione di questo paese ai Giochi olimpici. Non furono conquistate medaglie.